# Starushkino
Staturshkino (en georgiano: ქვალონი; en armenio: Ստարուշկինո) o Aabtra (en abjasio: Аабҭра) es una aldea que pertenece a la parcialmente reconocida República de Abjasia, parte del distrito de Sujumi, aunque de iure pertenece al municipio de Sojumi de la República Autónoma de Abjasia de Georgia.

## Geografía
Starushkino se encuentra en la ladera sur de la montaña Chumkuzbi, a 20 km de Sujumi. La aldea se administra desde el pueblo de Guma.

## Historia
Starushkino fue fundada por armenios de la región de Trebisonda en 1898.

## Demografía
La evolución demográfica de Starushkino entre 1959 y 1989 fue la siguiente:
| 84                                                  | 4 |
| (Fuente: Population of Abkhazia since Soviet times) |   |

Antes de la guerra de Abjasia, la mayoría de la población local eran armenios.

## Economía
Los habitantes se dedicaban al cultivo de tabaco, maíz, hortalizas, horticultura, ganadería lechera y apicultura. 

## Infraestructura

### Educación
Starushkino tenía una escuela primaria armenia.